# 龚格尔
龚格尔(1981年3月2日—)，男，蒙古族，天津大港人。中国男歌手、演员、音乐制作人、编剧、制片人，电影《流浪地球》系列制片人。

## 简历
他毕业于北京电影学院公共事业管理专业。
2007年，参加湖南卫视《快乐男声》比赛，获得西安唱区四强、全国总决赛18强。2008年，推出原创合唱歌曲《救》 ；2014年出演个人首部电影《同桌的你》，入围“中国电影导演协会表彰大会”年度最佳男演员奖。2019年中国科幻电影《流浪地球》上映，他担任编剧及制作人。

## 音乐作品
- 2008年，与周冠宇合唱歌曲《救》，龚格尔原创词曲
- 2008年，为网络游戏《穿越火线》演唱主题曲《穿越火线主题曲一》
- 2010年，为电影《刀见笑》配乐
- 2010年，为电影《玩酷青春》配乐

## 影视作品
- 2011年，微电影《天龙八部3》，饰演欧阳锋
- 2014年，青春爱情电影《同桌的你》，饰演龚兵
- 2014年，黑色幽默电影《世外逃园》，饰演包宏图
- 2014年，微电影《暴打魏蜀吴之张飞美容》，饰演张飞
- 2014年，贺岁喜剧《沙僧日记》，饰演沙僧
- 2015年，喜剧《办公室大爆炸》，饰演赵总
- 2019年，科幻电影《流浪地球》，编剧/制片
- 2020年，战争片《金刚川》，制片
- 2023年，科幻电影《流浪地球2》，编剧/制片[2]